# غيلبرت هاميلتون
غيلبرت هاميلتون (بالسويدية: Gilbert Hamilton)‏ هو عسكري سويدي، ولد في 20 مارس 1869، وتوفي في 11 أغسطس 1947.